# Franz Lehár

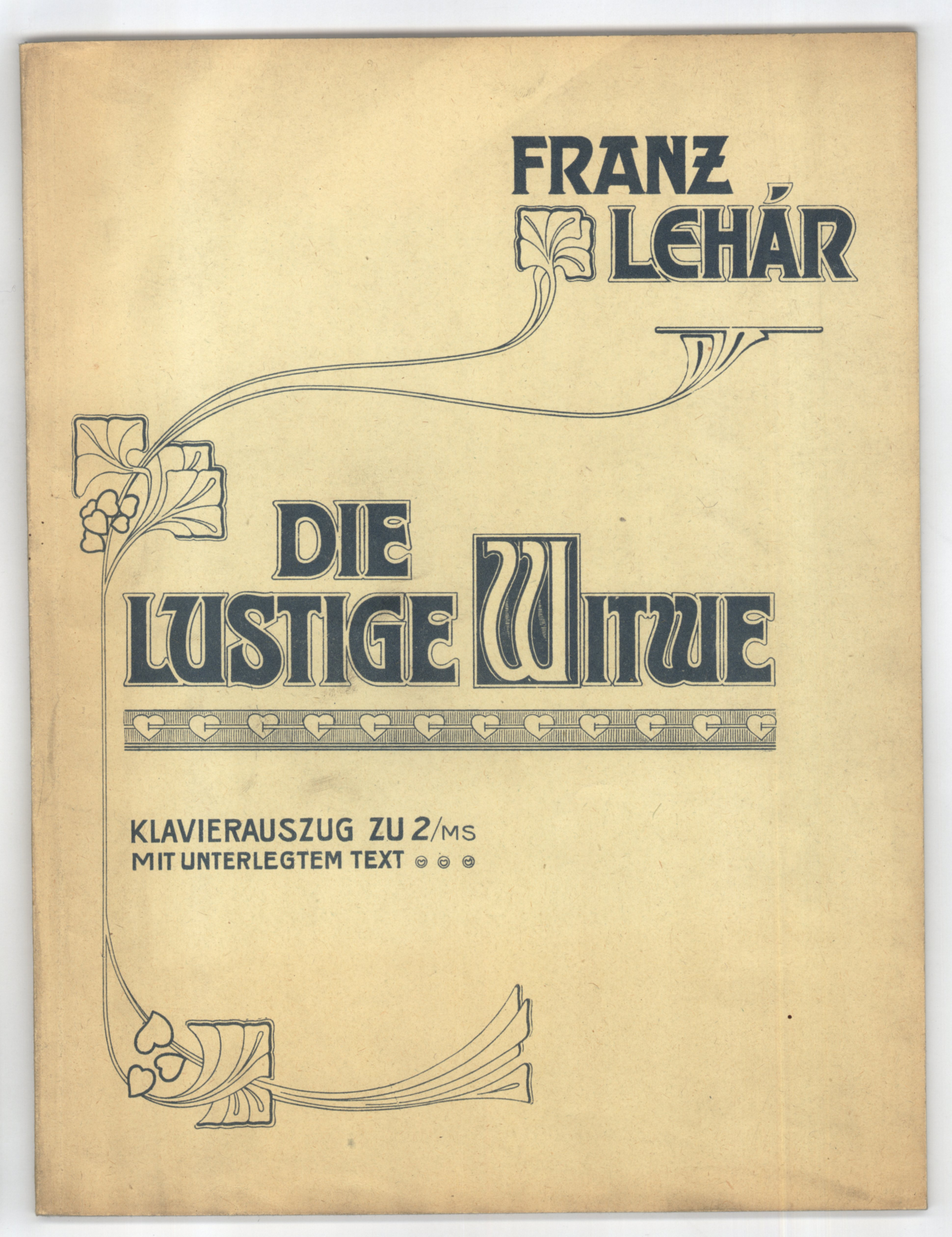
Titelblad till ett pianoutdrag ur Glada änkan

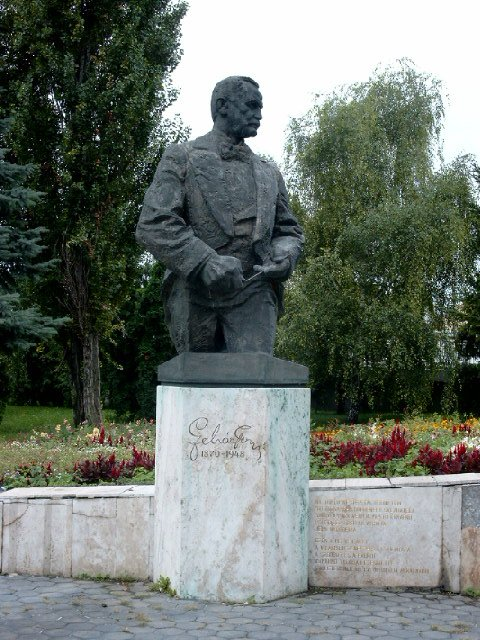
Minnesmärke över Franz Lehár i Komárom.

Franz Lehár (ungerska: Lehár Ferenc), född 30 april 1870 i Komárom/Komárno i dåvarande Österrike-Ungern (nuvarande Slovakien), död 24 oktober 1948 i Bad Ischl i Österrike, var en österrikisk-ungersk tonsättare, främst känd för sina operetter.

## Biografi
Lehár var son till en militärkapellmästare och satt redan vid 5 års ålder med i orkestern under repetitionerna. Hans dröm var tidigt att bli kompositör och 12 år gammal skickades han till Prag för att studera violinspel och musikteori. En av hans lärare i teori var Antonín Dvořák. En dag visade han Dvořák två sonater, som han hade skrivit. Denne tittade igenom dem och sade: "Lägg bort violinen och bli tonsättare!"
Efter avslutade musikstudier anställdes Lehár som konsertmästare vid en teater i Tyskland och något senare i faderns militärorkester och snart också vid flera garnisoner i Ungern och Österrike. 
Vid den här tiden började Lehár att skriva operamusik utan framgång. Han fick då idén att prova på operetten, vilket visade sig lyckosamt. Redan hans två första operetter blev succéer på Theater an der Wien, men det var först 1905 med Glada änkan som det stora genombrottet kom. Den operetten var av en ny typ, dansoperetten, och har spelats mer än 100 000 gånger över hela världen och även filmatiserats flera gånger. 

## Operor och operetter (urval)
(Svensk titel och år för svenskt uruppförande inom parentes) 
- 1892 - Rodrigo. Opera med ett förspel och en akt.
- 1896 - Kukuschka. Lyriskt drama i 3 akter.
- 1902 - Wiener Frauen / Der Klavierstimmer. Operett i 3 akter.
- 1902 - Der Rastelbinder. Operett med ett förspel och 2 akter. (Slovakerna. 1904.)
- 1904 - Der Göttergatte. Operett med ett förspel och 2 akter.
- 1904 - Die Juxheirat. Operett i 3 akter.
- 1905 - Tatjana. Opera i 3 akter. Reviderad version av Kukuschka.
- 1905 - Die lustige Witwe, Operett i 3 akter. (Glada änkan 1907).
- 1906 - Der Schlüssel zum Paradies. Operett i 3 akter. Reviderad version av Wiener Frauen.
- 1906 - Peter und Paul reisen ins Schlaraffenland. Barnoperett i en akt.
- 1907 - Mitislaw der Moderne. Operett i en akt (Parodi på Glada änkan)
- 1908 - Der Mann mit den drei Frauen. Operett i 3 akter.
- 1909 - Das Fürstenkind. Operett med ett förspel och 2 akter. (Furstebarnet. 1913)
- 1909 - Der Graf von Luxemburg. Operett i 3 akter. (Greven av Luxemburg 1910.)
- 1910 - Zigeunerliebe. Romantisk operett i 3 bilder. (Zigenarkärlek 1910.)
- 1911 - Eva. Operett i 3 akter. (Eva. 1912)
- 1912 - Rosenstock und Edelweiss. Sångspel i en akt.
- 1913 - Die ideale Gattin. Operett i 3 akter. Reviderad version av Der Göttergatte. (Röda rosor. 1920.)
- 1914 - Endlich allein. Operett i 3 akter. (På tu man hand. 1914)
- 1916 - Der Sterngucker. Operett i 3 akter.
- 1918 - Wo die Lerche singt. Operett i 3 akter.
- 1920 - Die blaue Mazur. Operett i 3 akter.
- 1921 - Die Tangokönigin. Operett i 3 akter. Reviderad version av Der Göttergatte.
- 1922 - Frühling. Operett i en akt.
- 1922 - Frasquita. Operett i 3 akter. (Frasquita. 1924)
- 1922 - La Danza delle Libellule. Operett i 3 akter. Italiensk reviderad version av Der Sterngucker.
- 1923 - Die gelbe Jacke. Operett med ett förspel och 3 akter.
- 1923 - Libellentanz / Die dre Grazien. Operett i 3 akter. Reviderad version av Der Sterngucker.
- 1924 - Clo-Clo (senare Lolotte). Operett i 3 akter. (Cloclo. 1926.)
- 1925 - Paganini. Operett i 3 akter. (Paganini. 1934.)
- 1926 - Gigolette. Operett i 3 akter. Reviderad version av Der Sterngucker.
- 1927 - Der Zarewitsch. Operett i 3 akter. (Tsarevitj. 1935.)
- 1928 - Friederike. Sångspel i 3 akter. (Friederike. 1940.)
- 1928 - Frühlingsmädel. Operett i en akt. Reviderad version av Frühling.
- 1929 - Das land des Lächelns. Romantisk operett i 3 akter. Reviderad version av Die gelbe Jacke. (Leendets land. 1932)
- 1930 - Schön ist die Welt. Operett i 3 akter. Reviderad version av Endlich allein.
- 1932 - Der Fürst der Berge. Operett med ett förspel och 2 akter. Reviderad version av Das Fürstenkind.
- 1933 - Frasquita. Operett i 3 akter. Fransk version.
- 1934 - Giuditta. Musikalisk komedi i 5 bilder. (Giuditta. 1945)
- 1943 - Garabonciás diák. Romantiskt sångspel i 3 akter. Reviderad version av Zigenarkärlek.

## Filmer med musik av Lehár (urval)
- 1928 - Queen Kelly
- 1930 - Zigenarkärlek
- 1943 - Skuggan av ett tvivel
- 1963 - 8 ½
- 1979 - Barnförbjudet
- 1993 - Schindler's List